# 三埤駅
三埤駅（さんひえき）は、かつて台湾高雄県路竹郷（現・高雄市路竹区）にあった台湾鉄路管理局縦貫線の駅（廃駅）。

## 歴史
- 1953年3月1日 - 開業[1]。駅員無配置の簡易駅（即ち無人駅）であった。
- 約数十年営業した後に廃止された。

## 駅構造
- 相対式ホーム2面2線の地上駅であり、踏切の両側に分かれている。海側のホームは踏切の北側、山側のホームは踏切の南側であった[2]。

## 保存状況
- ホーム跡が存在する。

## 利用状況
- 既に廃止されている。現役当時は気動車のみ停車していた。

## 駅周辺
- 三埤国小

## 隣の駅
台湾鉄路管理局
縦貫線（旧線）
路竹駅 - 三埤駅 - 岡山駅